# Archidiecezja Calabozo
Archidiecezja Calabozo (łac. Archidioecesis Calabocensis) – archidiecezja Kościoła rzymskokatolickiego w Wenezueli. Należy do metropolii Calabozo. Została erygowana 7 marca 1863 roku jako diecezja Calabozo, zaś 17 czerwca 1995 roku została podniesiona do rangi archidiecezji.

## Główne świątynie
- Archikatedra: Archikatedra Wszystkich Świętych w Calabozo

## Ordynariusze

### Biskupi Calabozo
- Salustiano Crespo (1881 – 1888)
- Felipe Neri Sendra (1891 – 1921)
- Arturo Celestino Álvarez (1921 – 1952)
- Antonio Ignacio Camargo (1952 – 1957)
- Domingo Pérez Roa (1957 – 1961)
- Miguel Antonio Salas Salas CIM (1961 – 1979)
- Helímenas Rojo Paredes CIM (1980 – 1995)

### Arcybiskupi Calabozo
- Helímenas Rojo Paredes CIM (1995 – 2001)
- Antonio López Castillo (2001 – 2007)
- Manuel Felipe Díaz Sánchez (od 2008)